# Chulalongkorn (universitet)
13°44′18″N 100°31′57″Ø / 13.73826°N 100.532413°Ø
 For alternative betydninger, se Chulalongkorn. (Se også artikler, som begynder med Chulalongkorn)
Chulalongkorn University er Thailands ældste universitet, det ligger i Bangkok og blev grundlagt i 1917. 
Chulalongkorn University er placeret som nummer 245 på verdensranglisten over universiteter, med placering som nummer 51 inden for specialerne kemitekniologi og moderne sprog (2017)